# 柏特·夏維茲
英格朗·柏格·夏維茲（英語：Ingram Berg Shavitz，1935年5月15日—2015年7月5日），經常被稱為柏特·夏維茲（Burt Shavitz），生於美國紐約市曼哈頓，養蜂人與企業家，他是小蜜蜂（Burt's Bees）這個保養品牌的共同創辦者之一。他的大鬍子外形也成為這個品牌的標誌。

## 生平
夏維茲在紐約市出生長大。1953年，他高中畢業後，為了慶祝自己將展開的新生活，決定改名，自稱叫柏特·夏維茲。他曾加入美國陸軍，退伍後，他的攝影作品曾出現在時代雜誌及生活雜誌。
因為追求嬉皮生活，夏維茲移居緬因州，成為一名養蜂人。1984年，認識一位單親媽媽羅珊·昆比（Roxanne Quimby），兩人合作，羅珊·昆比用夏維茲提供的蜂蠟製作蠟燭，至市集中出售。之後，羅珊·昆比以蜂蠟製作出各種不同的保養品，如護唇膏等，兩人合作下，事業日漸擴大。在成立公司之後，註冊了小蜜蜂（Burt's Bees）作為商標。
夏維茲與羅珊·昆比，除了是事業伙伴外，也是男女朋友。1994年，因為夏維茲和員工傳緋聞，兩人分手，也結束事業合作關係。夏維茲離開公司，羅珊·昆比將公司移到北卡羅來那州。1997年，羅珊·昆比買下夏維茲所有股份。2007年，高樂士公司收購了小蜜蜂（Burt's Bees）公司及品牌，為了在產品上繼續使用夏維茲的肖像，每年皆固定支付給他一筆使用費。
離開公司後，夏維茲繼續以養蜂為生。2015年，夏維茲在緬因州班戈過世。